# جزمة (كوهباية الشرقي)
جزمة (بالفارسية: جزمه) هي قرية تقع في إيران في قسم کوهبایة الشرقي الریفي. يقدر عدد سكانها بـ 379 نسمة .